# Antagoniste des récepteurs de l'angiotensine II
Les antagonistes des récepteurs de l'angiotensine II (ARA-II) ou sartans  bloquent l'effet de l'angiotensine II au niveau des récepteurs AT1 de l'angiotensine, une hormone impliquée dans la régulation de la pression artérielle et de l'équilibre hydrique. En inhibant cette hormone, les ARA II aident à dilater les vaisseaux sanguins, réduire la pression artérielle, et diminuer la charge de travail du cœur.

## Effets
Ils agissent en diminuant la pression artérielle, d'où l'indication dans l'hypertension artérielle. Cette diminution est dose dépendante mais l'augmentation des doses a un effet modéré. Le losartan semble être l'antagoniste des récepteurs de l'angiotensine 2 le moins puissant dans ce but.
Chez le patient en insuffisance cardiaque de type systolique, ils diminuent les symptômes et le risque de survenue d'accidents cardiaques et constituent ainsi une alternative aux inhibiteurs de l'enzyme de conversion.
Chez le patient à haut risque cardiaque, en l'absence d'insuffisance cardiaque, ils diminuent légèrement le risque d'accidents cardiaques sans diminuer la mortalité, même si aucun d'entre eux, pris individuellement, ne montre une diminution significative du risque cardiaque.

## Indications
- Hypertension artérielle
- Infarctus du myocarde en présence de signes d’insuffisance cardiaque et/ou de dysfonction importante du ventricule gauche.
- Insuffisance cardiaque avec dysfonction systolique du ventricule gauche où ils semblent aussi efficace que les inhibiteurs de l'enzyme de conversion.
- Insuffisance rénale chez les diabétiques de type 2 (néphropathie diabétique).

## Effets indésirables
Les principaux effets indésirables sont :
- Hypotension artérielle.
- Insuffisance rénale fonctionnelle.
- Hyperkaliémie.

Ils ont été accusés un temps de majorer le risque d'infarctus du myocarde. Cela n'a pas été confirmé par la suite,.
Il existe un doute quant à une majoration modérée du risque de cancer. La FDA, organisme américain, ne considère pas cependant ce risque comme étant significatif. D'autres auteurs soulignent que l'hypothèse d'un effet délétère est basé essentiellement sur une sélection d'études de petites tailles et que l'inclusion d'études de plus grande ampleur ne permet plus de retrouver ce risque.
Il existe une augmentation du risque de survenue d'une insuffisance rénale aiguë en cas d’association avec un diurétique et un anti-inflammatoire non stéroïdien.
Le 3 juillet 2013, la Food and Drug Administration (FDA) a lancé une alerte pour l'olmésartan à la suite de symptômes d'entéropathie comprenant une diarrhée chronique sévère avec perte de poids substantielle. L'entéropathie peut se développer des mois à des années après le début de la prise d'olmésartan et nécessite parfois une hospitalisation. L'abandon de l'olmésartan a entraîné une amélioration clinique des symptômes d'entéropathie chez tous les patients. Au regard de cette information et de la description de cas similaires en France, l’Agence nationale de sécurité du médicament et des produits de santé (ANSM) recommande qu’un avis soit pris auprès d’un gastro-entérologue devant des signes cliniques évocateurs d’entéropathie (diarrhée chronique sévère et perte de poids notamment) chez tout patient prenant de l'olmésartan.

## Contre-indications et grossesse
Les antagonistes des récepteurs de l'angiotensine II sont contre-indiqués pendant toute la durée de la grossesse ainsi que pendant la période d'allaitement. Ces médicaments exposent les fœtus à des malformations crâniofaciales et des membres ainsi qu'un défaut d'ossification de la voûte du crâne.
Tout comme les inhibiteurs de l'enzyme de conversion, les ARA II  sont contre-indiqués en cas de sténoses bilatérales des artères rénales.
L'insuffisance hépatique sévère est une contre-indication formelle car il y a un risque de décompensation ou de survenue d'hépatite médicamenteuse.

## Principaux représentants du groupe
- Candésartan et candésartan cilexétil
- Éprosartan
- Irbésartan
- Losartan et son sel potassique (Cozaar, Loortan)
- Olmésartan
  - olmésartan médoxomil
- Telmisartan
- Valsartan (Tareg, Diovan)

Le losartan, l'irbésartan, l'olmésartan, le candésartan et le valsartan comprennent le cycle tétrazole (un cycle avec quatre atomes d'azote et un atome de carbone). Le losartan, l'irbésartan, l'olmésartan, le candésartan et le telmisartan comprennent un ou deux cycles imidazole.